# Allium tarkhankuticum
Allium tarkhankuticum (цибуля тарханкутська) — вид рослин з родини амарилісових (Amaryllidaceae), ендемік Криму.

## Опис
Стебла в числі 2–5(7), ≈ 40 см завдовжки. Листки ниткоподібні, порожнисті, на стеблі по 4–5, до початку цвітіння повністю засихають. Стрілка сиза, з нальотом, до 3(4) мм завтовшки. Зонтик кулястий, ≈ 2 см в діаметрі. Квіток у зонтику 70–130. Листочки оцвітини ≈ 3-4 мм довжиною, в бутонах зовні рожеві (особливо у верхній частині), дорослі білі, з червонуватою (коричнюватою) жилкою. Листочки оцвітини диморфні — зовнішні коротше (<3 мм завдовжки), більш забарвлені, пурпурна пігментація йде по жилці й уздовж неї; внутрішні довше (≈ 4 мм довжиною), бліді, з пігментацією тільки по жилці. Зав'язь на верхівці червонувата.

## Поширення
Ендемік Криму.